# The International Journal of Psychoanalysis
«Международный журнал психоанализа» (англ. The International Journal of Psychoanalysis) — академический журнал, публикующий материалы по методологии, теории, технике, истории психоанализа. Идея создания журнала была предложена Эрнестом Джонсом (1879—1958) в письме З.Фрейду от 7 декабря 1918 года. Сам журнал основан в 1920 году, а Э. Джонс был его главным редактором до смерти З. Фрейда в 1939 году.